# پادشاه تالهه
پادشاه تالهه (هانگول:탈해왕)، (سلطنت؛ ۵۷ ~ ۸۰ میلادی) چهارمین پادشاه شیلا یکی از سه پادشاهی کره بود. او معمولاً تالهه ایساگوم نامیده می‌شود که لقب سلطنتی در شیلای اولیه بود. همچنین نام شخصی او سوک تالهه بود.

## حکومت
او در سال ۵۷ میلادی با مرگ برادرزنش به قدرت رسید. هنوز مورخین نمی‌دانند که چرا یکی از پسران یوری به جای او پادشاه نشد اما او در طول حکومت خود ریسک بزرگی کرد و اولین جنگ را میان امپراتوری‌ها به راه انداخت. او با ارتش کوچکش به بکجه حمله کرد و مناطقی از بکجه را تصرف کرد. او در سال ۸۰ میلادی به دلیل بیماری از دنیا رفت.

## تالهه و سورو
پادشاه تالهه سالیان دراز از دشمنان امپراتور سورو بود و پیش از رسیدن به پادشاهی و در زمان سلطنت برادرزن خود یوری و پدرزن خود با مقام گوپولچان فرماندهی ارتش شیلا را بر عهده داشت و حتی بعد از پادشاه شدن، بارها به گایا حمله کرد ولی در دفعات مختلف شکست خورد و هرگز بر وی پیروز نشد.

## تصویرسازی مدرن
- نقش او را لی پیل-مو در سریال تلویزیونی سرزمین آهن محصول ۲۰۱۰ شبکه ام بی سی بازی کرد.[۱]